# Leisure Suit Larry 1: In the Land of the Lounge Lizards
Leisure Suit Larry 1: In the Land of the Lounge Lizards ist ein Point-and-Click-Adventure-Computerspiel, das im Juli 1991 für DOS-PC, Apple Macintosh und Amiga erschien. Es ist ein Computerspiel-Remake von Leisure Suit Larry in the Land of the Lounge Lizards.

## Spielprinzip
Die überarbeitete Fassung verfügt über eine vereinfachte Maussteuerung. Die linke Maustaste bewegt die Spielfigur Larry Laffer. Mit der rechten Taste kann man auswählen, ob man benutzen, ansehen, schmecken oder ausziehen möchte.

## Rezeption
Das Original sei mittlerweile Kult. Die kosmetisch runderneuerte Fassung mit 256 Farben, Soundkarten-Unterstützung wurde vom PC Joker deutlich aufgewertet. Von der Aufmachung her erinnere es an einen gut animierten Zeichentrickfilm. Die Abfrage, ob der Spieler über 18 ist, sei sehr stark an die US-amerikanische Kultur gebunden.
Der schlüpfrig subtile Humor sei nicht jedermanns Geschmack. In wenigen Stunden sei das Spiel durchgespielt. Es können jedoch Sackgassen auftreten und die Spielfigur sterben, sodass an einem vorherigen Spielstand oder ganz von vorn begonnen werden muss. Retrospektiv sei es ein Spiel mit einigen Schwächen, das aber Kultstatus erlangt habe.